# Associazione Sportiva Roma 1963-1964
Questa voce raccoglie le informazioni riguardanti l'Associazione Sportiva Roma nelle competizioni ufficiali della stagione 1963-1964.

## Stagione
La stagione della prima Coppa Italia della Roma è parecchio tribolata, dopo un inizio stagione carico di promesse, specialmente dopo l'ingaggio di Sormani, per il quale la Roma spende mezzo miliardo, l'acquisto non fa però fede alle promesse fatte dai dirigenti giallorossi ed a fine stagione viene immediatamente ceduto al Milan, dove successivamente riesce ad affermarsi, dopo l'avvicendamento di tre allenatori sulla panchina, in campionato la Roma arriva dodicesima, senza mai brillare.

## Divise
La divisa primaria è costituita da maglia rossa con colletto a polo giallo, pantaloncini bianchi, calze rosse bordate di giallo; in trasferta viene usata una maglia bianca con colletto a polo e con una banda giallorossa obliqua, pantaloncini neri e calzettoni bianchi bordati di giallorosso, I portieri hanno una divisa costituita da maglia grigia con colletto a polo giallorosso abbinata a calzoncini neri e calzettoni rossi bordati di giallo.
| Casa | Trasferta | Portiere |

## Organigramma societario
Di seguito l'organigramma societario.
Area direttiva
- Presidente: Francesco Marini-Dettina

Area tecnica
- Allenatore: Alfredo Foni, poi dalla 9ª Luis Miró, poi dalla 10ª Naim Krieziu, poi dalla 11ª Luis Miró

## Rosa
Di seguito la rosa
| N. |                   | Ruolo | Calciatore              |
| -- | ----------------- | ----- | ----------------------- |
|    | Italia (bandiera) | P     | Fabio Cudicini          |
|    | Italia (bandiera) | P     | Alberto Ginulfi         |
|    | Italia (bandiera) | P     | Enzo Matteucci          |
|    | Italia (bandiera) | P     | Roberto Negrisolo       |
|    | Italia (bandiera) | D     | Mario Ardizzon          |
|    | Italia (bandiera) | D     | Sergio Carpanesi        |
|    | Italia (bandiera) | D     | Francesco Carpenetti    |
|    | Italia (bandiera) | D     | Giulio Corsini          |
|    | Italia (bandiera) | D     | Alfio Fontana           |
|    | Italia (bandiera) | D     | Giacomo Losi (capitano) |
|    | Italia (bandiera) | C     | Giancarlo De Sisti      |

| N. |                           | Ruolo | Calciatore               |
| -- | ------------------------- | ----- | ------------------------ |
|    | Italia (bandiera)         | C     | Franco Dori              |
|    | Italia (bandiera)         | C     | Sergio Frascoli          |
|    | Italia (bandiera)         | C     | Saul Malatrasi           |
|    | Italia (bandiera)         | C     | Mauro Nardoni            |
|    | Italia (bandiera)         | C     | Alberto Orlando          |
|    | Germania Ovest (bandiera) | C     | Jürgen Schütz            |
|    | Argentina (bandiera)      | A     | Antonio Angelillo        |
|    | Italia (bandiera)         | A     | Fulvio Francesconi       |
|    | Italia (bandiera)         | A     | Lamberto Leonardi        |
|    | Argentina (bandiera)      | A     | Pedro Manfredini         |
|    | Italia (bandiera)         | A     | Angelo Benedicto Sormani |

Acquisti nella sessione estiva del 1964 utilizzati nelle finali di settembre e novembre di Coppa Italia.
| N. |                           | Ruolo | Calciatore              |
| -- | ------------------------- | ----- | ----------------------- |
|    | Italia (bandiera)         | D     | Glauco Tomasin          |
|    | Germania Ovest (bandiera) | D     | Karl-Heinz Schnellinger |
|    | Italia (bandiera)         | C     | Giuseppe Tamborini      |

| N. |                   | Ruolo | Calciatore    |
| -- | ----------------- | ----- | ------------- |
|    | Italia (bandiera) | C     | Elvio Salvori |
|    | Italia (bandiera) | A     | Bruno Nicolè  |

## Calciomercato
Di seguito il calciomercato.
| Acquisti | Acquisti                 | Acquisti          | Acquisti              |
| R.       | Nome                     | da                | Modalità              |
| -------- | ------------------------ | ----------------- | --------------------- |
| D        | Mario Ardizzon           | Venezia           | definitivo            |
| C        | Franco Dori              | Venezia           | definitivo            |
| C        | Sergio Frascoli          | Venezia           | definitivo            |
| C        | Saul Malatrasi           | Fiorentina        | definitivo            |
| C        | Karl Heinz Schnellinger  | Colonia           | definitivo 175 Mln. £ |
| C        | Jürgen Schütz            | Borussia Dortmund | definitivo 130 Mln. £ |
| A        | Fulvio Francesconi       | Como              | definitivo            |
| A        | Angelo Benedicto Sormani | Mantova           | definitivo 500 Mln. £ |

| Cessioni | Cessioni                | Cessioni              | Cessioni             |
| R.       | Nome                    | a                     | Modalità             |
| -------- | ----------------------- | --------------------- | -------------------- |
| D        | Bartolomeo Tarantino    | Venezia               | definitivo           |
| D        | Franco Dori             | Venezia               | definitivo           |
| D        | Egidio Guarnacci        | Fiorentina            | definitivo           |
| C        | Wilhelm Huberts         | Eintracht Francoforte | definitivo           |
| C        | Torbjörn Jonsson        | Mantova               | definitivo           |
| C        | Francisco Lojacono      | Fiorentina            | definitivo           |
| C        | Giampaolo Menichelli    | Juventus              | definitivo           |
| C        | Paolo Pestrin           | Padova                | definitivo 40 Mln. £ |
| C        | Karl Heinz Schnellinger | Mantova               | prestito             |
| A        | John Charles            | Cardiff City          | definitivo           |

## Risultati

### Serie A

#### Girone di andata
| Arbitro: | Jonni (Macerata) |

|                     |           |                                             |
| Catalano 43’ (rig.) | Marcatori | 7’ (aut.) Fernando 32’ Sormani 78’ De Sisti |

| Arbitro: | Roversi (Bologna) |

|                                                     |           |              |
| Orlando 5’, 56’ Manfredini 57’, 59’, 85’ Schütz 82’ | Marcatori | 10’ da Silva |

| Arbitro: | De Marchi (Pordenone) |

|                                    |           |  |
| Pantaleoni 4’ Bean 65’ Piaceri 72’ | Marcatori |  |

| Arbitro: | Gambarotta (Genova) |

|                |           |  |
| Domenghini 24’ | Marcatori |  |

| Roma 6 ottobre 1963, ore 15:00 5ª giornata | Roma           | 0 – 0 referto | Lazio | Stadio Olimpico di Roma (70 023 spett.)\| Arbitro: \| Righi (Milano) \| |
| Arbitro:                                   | Righi (Milano) |               |       |                                                                         |

| Arbitro: | Jonni (Macerata) |

|                            |           |            |
| da Costa 14’ Nené 36’, 80’ | Marcatori | 40’ Schütz |

| Arbitro: | Monti (Ancona) |

|                           |           |  |
| De Sisti 8’ Angelillo 41’ | Marcatori |  |

| Arbitro: | Lo Bello (Siracusa) |

|  |           |         |
|  | Marcatori | 6’ Jair |

| Arbitro: | Marchese (Napoli) |

|                                  |           |  |
| Nielsen 36’, 62’, 81’ Perani 84’ | Marcatori |  |

| Arbitro: | Campanati (Milano) |

|                                        |           |  |
| De Sisti 37’ Orlando 71’ Malatrasi 74’ | Marcatori |  |

| Firenze 24 novembre 1963, ore 14:30 11ª giornata | Fiorentina     | 0 – 0 referto | Roma | Stadio Comunale (24 222 spett.)\| Arbitro: \| Righi (Milano) \| |
| Arbitro:                                         | Righi (Milano) |               |      |                                                                 |

| Arbitro: | Campanati (Milano) |

|                    |           |  |
| Bui 7’ Micheli 42’ | Marcatori |  |

| Arbitro: | Gambarotta (Genova) |

|                        |           |  |
| Schütz 28’ Sormani 62’ | Marcatori |  |

| Arbitro: | Rigato (Mestre) |

|                       |           |              |
| Sani 68’ Amarildo 76’ | Marcatori | 90’ De Sisti |

| Arbitro: | Angelini (Firenze) |

|           |           |             |
| Schütz 8’ | Marcatori | 37’ Vinício |

| Arbitro: | Righi (Milano) |

|                          |           |             |
| Orlando 26’ De Sisti 62’ | Marcatori | 36’ Jonsson |

| Catania 12 gennaio 1964, ore 14:30 17ª giornata | Catania          | 0 – 0 referto | Roma | Stadio Cibali (11 849 spett.)\| Arbitro: \| Jonni (Macerata) \| |
| Arbitro:                                        | Jonni (Macerata) |               |      |                                                                 |

#### Girone di ritorno
| Roma 26 gennaio 1964, ore 14:30 18ª giornata | Roma              | 0 – 0 referto | Bari | Stadio Olimpico di Roma (25 460 spett.)\| Arbitro: \| Roversi (Bologna) \| |
| Arbitro:                                     | Roversi (Bologna) |               |      |                                                                            |

| Arbitro: | Politano (Cuneo) |

|  |           |                  |
|  | Marcatori | 66’, 81’ Sormani |

| Arbitro: | Genel (Trieste) |

|             |           |  |
| Fontana 42’ | Marcatori |  |

| Arbitro: | Varazzani (Parma) |

|               |           |            |
| Malatrasi 36’ | Marcatori | 2’ Nielsen |

| Arbitro: | Jonni (Macerata) |

|             |           |               |
| Rozzoni 22’ | Marcatori | 79’ Carpanesi |

| Arbitro: | Lo Bello (Siracusa) |

|             |           |                    |
| Sormani 85’ | Marcatori | 16’, 72’ Stacchini |

| Arbitro: | Marchese (Napoli) |

|                          |           |               |
| Morbello 7’ Fascetti 41’ | Marcatori | 28’ Angelillo |

| Arbitro: | Gambarotta (Genova) |

|            |           |  |
| Milani 38’ | Marcatori |  |

| Arbitro: | Francescon (Padova) |

|  |           |                   |
|  | Marcatori | 17’ (rig.) Haller |

| Arbitro: | Carminati (Milano) |

|                  |           |                    |
| Hitchens 1’, 77’ | Marcatori | 79’, 83’ Angelillo |

| Arbitro: | Gambarotta (Genova) |

|             |           |             |
| Orlando 50’ | Marcatori | 78’ Maschio |

| Arbitro: | Jonni (Macerata) |

|                              |           |  |
| Schütz 4’ Cervato 79’ (aut.) | Marcatori |  |

| Arbitro: | Angonese (Mestre) |

|                                     |           |                                        |
| Conti 19’ Brighenti 72’ Merighi 83’ | Marcatori | 25’ De Sisti 42’ Orlando 43’ Malatrasi |

| Arbitro: | Marchese (Napoli) |

|                            |           |                        |
| Manfredini 28’ Orlando 31’ | Marcatori | 60’, 65’, 75’ Amarildo |

| Arbitro: | Righi (Milano) |

|                  |           |              |
| Vastola 26’, 77’ | Marcatori | 7’ Carpanesi |

| Arbitro: | Angonese (Mestre) |

|                     |           |  |
| Frascoli 40’ (aut.) | Marcatori |  |

| Arbitro: | Monti (Ancona) |

|                                                      |           |                                                     |
| De Sisti 36’ Manfredini 47’ Leonardi 49’ Sormani 82’ | Marcatori | 41’ Fanello 51’ (aut.) Ardizzon 70’, 74’ Chinesinho |

### Coppa Italia
| Arbitro: | Di Tonno (Lecce) |

|  |           |                     |
|  | Marcatori | 15’, 22’ Manfredini |

| Arbitro: | Angonese (Mestre) |

|                                          |           |  |
| Manfredini 4’, 30’, 76’ Orlando 24’, 46’ | Marcatori |  |

| Arbitro: | Politano (Cuneo) |

|  |           |                             |
|  | Marcatori | 2’ Francesconi 27’ Leonardi |

| Arbitro: | Righetti (Torino) |

|              |           |  |
| Leonardi 45’ | Marcatori |  |

| Arbitro: | Genel (Trieste) |

|                     |                      |                                              |
| Leonardi 20’        | Marcatori            | 5’ Seminario                                 |
| Manfredini Cudicini | Tiri di rigore 6 – 2 | Marchesi Seminario Marchesi Albertosi Hamrin |

| Roma 6 settembre 1964, ore 18:30 Finale | Roma               | 0 – 0 (d.t.s.) | Torino | Stadio Olimpico di Roma (50.000 circa spett.)\| Arbitro: \| Campanati (Milano) \| |
| Arbitro:                                | Campanati (Milano) |                |        |                                                                                   |

| Arbitro: | Campanati (Milano) |

|  |           |            |
|  | Marcatori | 84’ Nicolè |

### Coppa delle Fiere
| Arbitro: | Hansen |

|          |           |                                      |
| Rühl 32’ | Marcatori | 21’ Schütz 60’ De Sisti 72’ Leonardi |

| Arbitro: | Dienst |

|                       |           |  |
| Schütz 4’ Orlando 70’ | Marcatori |  |

| Arbitro: | Heymann |

|                             |           |           |
| Schütz 20’ Peres 86’ (aut.) | Marcatori | 58’ Peres |

| Arbitro: | Echevarria |

|  |           |              |
|  | Marcatori | 19’ De Sisti |

| Arbitro: | Basar |

|                                   |           |             |
| Schütz 8’, 48’ (rig.) Sormani 19’ | Marcatori | 75’ Thielen |

| Arbitro: | van Leeuwen |

|                                       |           |  |
| Benthaus 45’ Pott 67’ Müller 85’, 90’ | Marcatori |  |

### Coppa delle Alpi

#### Fase a gironi
| Arbitro: | De Marchi |

|  |           |                |
|  | Marcatori | 26’ Manfredini |

| Arbitro: | Dienst |

|                                      |           |                    |
| Chinesinho 23’, 26’, 86’ Cordova 69’ | Marcatori | 8’, 37’ Manfredini |

| Arbitro: | Gambarotta |

|  |           |                                 |
|  | Marcatori | 7’, 13’ Leonardi 36’ Manfredini |

#### Finale 3º posto
| Arbitro: | Guinnard |

|                                                  |           |           |
| Manfredini 33’, 73’ Szabó 43’ (aut.) Orlando 56’ | Marcatori | 50’ Meyer |

## Statistiche

### Statistiche di squadra
Di seguito le statistiche di squadra.
| Competizione      | Punti | In casa | In casa | In casa | In casa | In casa | In casa | In trasferta | In trasferta | In trasferta | In trasferta | In trasferta | In trasferta | Totale | Totale | Totale | Totale | Totale | Totale | DR   |
| Competizione      | Punti | G       | V       | N       | P       | Gf      | Gs      | G            | V            | N            | P            | Gf           | Gs           | G      | V      | N      | P      | Gf     | Gs     | DR   |
| ----------------- | ----- | ------- | ------- | ------- | ------- | ------- | ------- | ------------ | ------------ | ------------ | ------------ | ------------ | ------------ | ------ | ------ | ------ | ------ | ------ | ------ | ---- |
| Serie A           | 29    | 17      | 7       | 6       | 4       | 28      | 16      | 17           | 2            | 5            | 10           | 15           | 28           | 34     | 9      | 11     | 14     | 43     | 44     | - 1  |
| Coppa Italia      | -     | 4       | 2       | 2       | 0       | 7       | 1       | 3            | 3            | 0            | 0            | 5            | 0            | 7      | 5      | 2      | 0      | 12     | 1      | + 11 |
| Coppa delle Fiere | -     | 3       | 3       | 0       | 0       | 7       | 2       | 3            | 2            | 0            | 1            | 4            | 5            | 6      | 5      | 0      | 1      | 11     | 7      | + 4  |
| Coppa delle Alpi  | -     | 0       | 0       | 0       | 0       | 0       | 0       | 4            | 3            | 0            | 1            | 10           | 5            | 4      | 3      | 0      | 1      | 10     | 5      | +5   |
| Totale            | -     | 24      | 12      | 8       | 4       | 42      | 19      | 27           | 10           | 5            | 12           | 34           | 38           | 51     | 22     | 13     | 16     | 76     | 57     | +19  |

### Andamento in campionato
| Giornata  | 1 | 2 | 3 | 4 | 5 | 6 | 7 | 8 | 9  | 10 | 11 | 12 | 13 | 14 | 15 | 16 | 17 | 18 | 19 | 20 | 21 | 22 | 23 | 24 | 25 | 26 | 27 | 28 | 29 | 30 | 31 | 32 | 33 | 34 |
| --------- | - | - | - | - | - | - | - | - | -- | -- | -- | -- | -- | -- | -- | -- | -- | -- | -- | -- | -- | -- | -- | -- | -- | -- | -- | -- | -- | -- | -- | -- | -- | -- |
| Luogo     | T | C | T | T | C | T | C | C | T  | C  | T  | T  | C  | T  | C  | C  | T  | C  | T  | C  | C  | T  | C  | T  | T  | C  | T  | C  | C  | T  | C  | T  | T  | C  |
| Risultato | V | V | P | P | N | P | V | P | P  | V  | N  | P  | V  | P  | N  | V  | N  | N  | V  | V  | N  | N  | P  | P  | P  | P  | N  | N  | V  | N  | P  | P  | P  | N  |
| Posizione | 1 | 1 | 3 | 8 | 9 | 9 | 8 | 9 | 12 | 10 | 10 | 11 | 9  | 10 | 11 | 8  | 8  | 8  | 7  | 6  | 6  | 6  | 7  | 7  | 8  | 9  | 10 | 10 | 8  | 8  | 8  | 11 | 11 | 12 |

Legenda:

Luogo: C = Casa; T = Trasferta. Risultato: V = Vittoria; N = Pareggio; P = Sconfitta.

### Statistiche dei giocatori
Desunte dai tabellini del Corriere dello Sport, de La Stampa e de L'Unità.
| Giocatore       | Serie A  | Serie A | Coppa Italia | Coppa Italia | Coppa delle Fiere | Coppa delle Fiere | Coppa delle Alpi | Coppa delle Alpi | Totale   | Totale |
| Giocatore       | Presenze | Reti    | Presenze     | Reti         | Presenze          | Reti              | Presenze         | Reti             | Presenze | Reti   |
| --------------- | -------- | ------- | ------------ | ------------ | ----------------- | ----------------- | ---------------- | ---------------- | -------- | ------ |
| A. Angelillo    | 33       | 4       | 4            | 0            | 6                 | 0                 | 4                | 0                | 47       | 4      |
| M. Ardizzon     | 30       | 0       | 7            | 0            | 6                 | 0                 | 3                | 0                | 46       | 0      |
| S. Carpanesi    | 29       | 2       | 7            | 0            | 4                 | 0                 | 4                | 0                | 44       | 2      |
| F. Carpenetti   | 2        | 0       | 1            | 0            | 0                 | 0                 | 2                | 0                | 5        | 0      |
| G. Corsini      | 5        | 0       | 1            | 0            | 1                 | 0                 | 1                | 0                | 8        | 0      |
| F. Cudicini     | 23       | -30     | 5            | 0            | 3                 | -5                | 0                | 0                | 31       | -35    |
| G. De Sisti     | 28       | 7       | 4            | 0            | 5                 | 2                 | 2                | 0                | 39       | 9      |
| F. Dori         | 1        | 0       | 1            | 0            | 0                 | 0                 | 0                | 0                | 2        | 0      |
| A. Fontana      | 28       | 1       | 5            | 0            | 5                 | 0                 | 4                | 0                | 42       | 1      |
| F. Francesconi  | 4        | 1       | 2            | 1            | 0                 | 0                 | 2                | 0                | 8        | 2      |
| S. Frascoli     | 12       | 0       | 3            | 0            | 3                 | 0                 | 4                | 0                | 22       | 0      |
| A. Ginulfi      | 0        | 0       | 0            | 0            | 0                 | 0                 | 0                | 0                | 0        | 0      |
| L. Leonardi     | 25       | 1       | 6            | 3            | 4                 | 1                 | 4                | 0                | 39       | 5      |
| G. Losi         | 29       | 0       | 7            | 0            | 5                 | 0                 | 0                | 0                | 41       | 0      |
| S. Malatrasi    | 28       | 2       | 1            | 0            | 5                 | 0                 | 3                | 0                | 37       | 2      |
| P. Manfredini   | 15       | 5       | 4            | 4            | 3                 | 0                 | 4                | 0                | 26       | 9      |
| E. Matteucci    | 11       | -14     | 2            | -1           | 3                 | -2                | 4                | -5               | 20       | -22    |
| M. Nardoni      | 0        | 0       | 0            | 0            | 0                 | 0                 | 1                | 0                | 1        | 0      |
| R. Negrisolo    | 0        | -0      | 0            | -0           | 0                 | -0                | 1                | 0                | 1        | 0      |
| A. Orlando      | 31       | 7       | 4            | 2            | 5                 | 1                 | 4                | 0                | 44       | 10     |
| J. Schütz       | 15       | 5       | 3            | 1            | 5                 | 5                 | 0                | 0                | 23       | 11     |
| A. Sormani      | 25       | 6       | 2            | 0            | 3                 | 1                 | 0                | 0                | 30       | 7      |
| B. Nicolè       | 0        | 0       | 2            | 1            | 0                 | 0                 | 1                | 0                | 3        | 1      |
| K. Schnellinger | 0        | 0       | 2            | 0            | 0                 | 0                 | 0                | 0                | 2        | 0      |
| E. Salvori      | 0        | 0       | 1            | 0            | 0                 | 0                 | 0                | 0                | 1        | 0      |
| G. Tamborini    | 0        | 0       | 2            | 0            | 0                 | 0                 | 0                | 0                | 2        | 0      |
| G. Tomasin      | 0        | 0       | 2            | 0            | 0                 | 0                 | 0                | 0                | 2        | 0      |

## Giovanili

### Piazzamenti
- Primavera: 
  - Campionato Primavera: ?
  - Torneo di Viareggio: Quarto posto

### Videografia
- Manuela Romano (a cura di), La storia della A.S. Roma (10 DVD-Video), Corriere dello Sport, Rai Trade, 2006.